# Need for Speed: Nitro
Need for Speed: Nitro – gra wyścigowa, wydana przez Electronic Arts 3 listopada 2009 roku (USA) i 6 listopada 2009 roku (Europa) na platformy Wii oraz Nintendo DS. Gra została stworzona przez studio EA Montreal, które miało już wcześniej styczność z tytułami na platformy firmy Nintendo, mimo to wersja na konsolę Nintendo DS została stworzona oddzielnie przez Firebrand Game’s Florida.
Nitro powstało z myślą o wszystkich graczach, nie tylko o fanach serii. Tak jak poprzednie tytuły z tej serii, Nitro zawiera wiele samochodów wzorowanych na prawdziwych pojazdach, które można tuningować. Need For Speed: Nitro jest też pierwszą w serii, w której można zakupić samochody z ulicy w trybie kariery (poza Volkswagenem Golfem).

## Rozgrywka
W wersji gry na Wii może ścigać się aż czterech graczy i ośmiu kierowców ogólnie. W tej grze jest wiele rodzajów wyścigów: Circuit, Eliminacje, Drifty, Wyścigi równoległe i Próby czasowe. Tryb kariery umożliwia graczowi wziąć udział w wielu turniejach oraz zdobyć wiele samochodów. W trybie Arcade zaś gracz może od razu wziąć udział w wyścigu. Podczas wyścigu może pojawić się policja, która będzie próbowała zatrzymać kierowców, uderzając w nich, co spowoduje zmniejszenie prędkości oraz nitra gracza.
Gracz może się ścigać w jednym z pięciu miast dostępnych w grze: Rio de Janeiro, Kairze, Madrycie, Singapurze i Dubaju. W grze są 32 samochody (33 w wersji na Nintendo DS). Pojazdy są podzielone na trzy klasy. Klasa „C” zawiera samochody rodzinne typu Renault 4. Klasa „B” zawiera samochody sportowe, na przykład Ford Escort RS Cosworth i Nissan Skyline GT-R. Klasa „A” to supersamochody, na przykład Ford GT lub Nissan GT-R.